# Jacob Pinkerfield

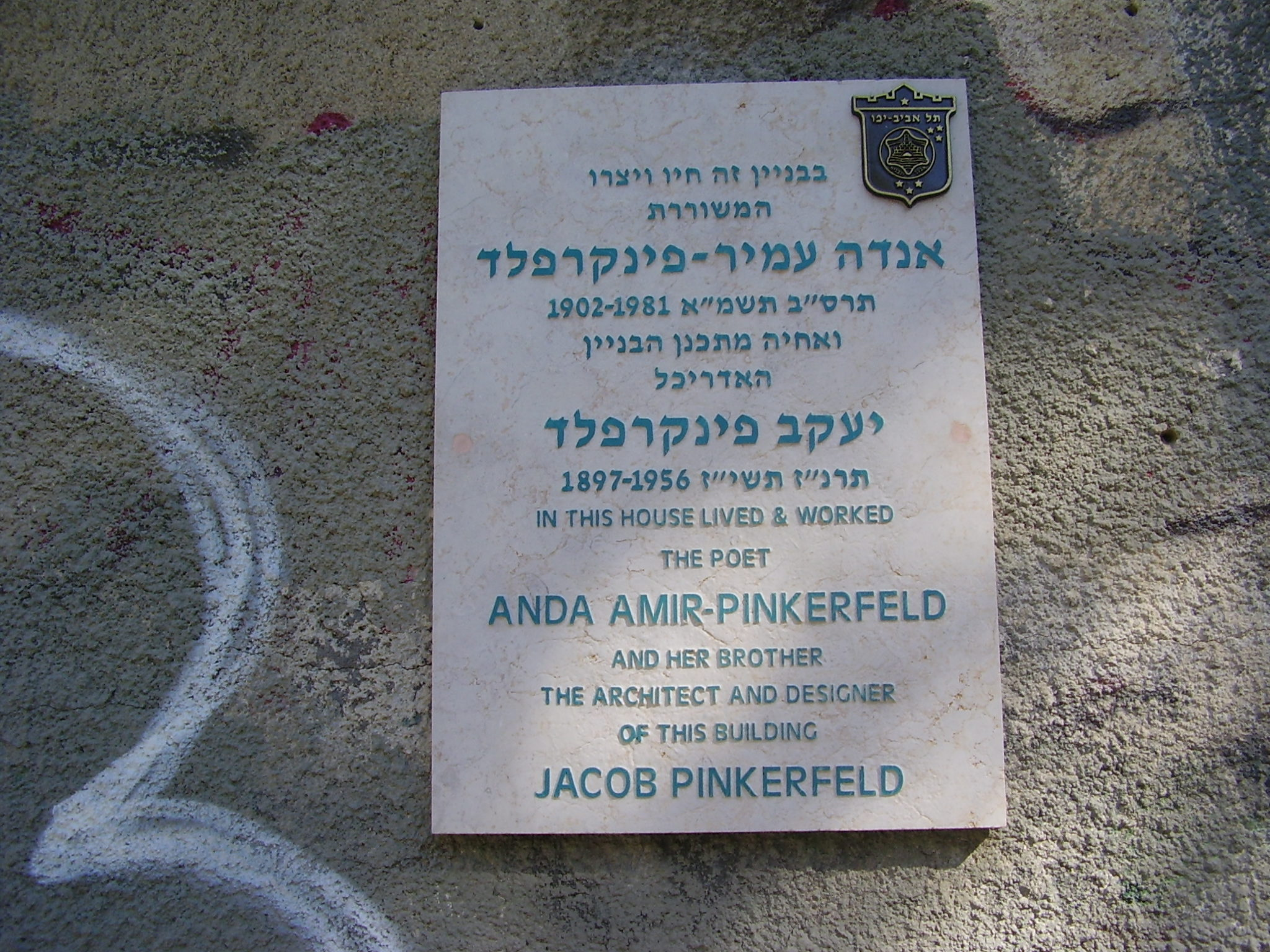
A casa de Anda Pinkerfeld em Tel Aviv, onde a escritora Anda Pinkerfeld - Amir e seu irmão, o arquiteto Jacob Pinkerfeld, viveram e cresceram.

Jacob Pinkerfeld, também escrito Pinkerfield (3 de janeiro de 1897 - ? de 1956) (em hebraico:  יעקב פינקרפלד) era um arqueólogo e arquiteto israelense.

## Infância e educação
Jacob Pinkerfeld nasceu na cidade de Przemysl, Galiza, Polônia em 1897, filho de um arquiteto. Ele ingressou no movimento juvenil Hashomer Hatzair e mais tarde estudou arquitetura no College of Technology em Viena, Áustria  Pinkerfeld mudou-se para a Terra de Israel com Hashomer Hatzair em 1920 e viveu em Zichron Ya'acov. Ele retornou à Europa para se recuperar de malária e pneumonia, após o que se formou na universidade como engenheiro-arquiteto em 1925.

## Carreira
No mesmo ano, em 1925, Pinkerfeld voltou para a Terra de Israel.

### Arquitetura
Pinkerfeld trabalhou como arquiteto e designer, construindo várias estruturas públicas.

### Pesquisa em arte judaica
Segundo o site da Artlog, "seu sonho era estabelecer um Instituto de Pesquisa para arte Judaica. Juntamente com um grupo de amigos, ele fundou "Ganza", a Sociedade de Artesanato Judaico, que mais tarde se tornou o Museu de Etnografia e Folclore em Tel Aviv, e atuou como diretora desde 1950 até sua morte prematura.

### Arqueologia
Ele trabalhou em escavações em de: Tell el-Kheleifeh, que Nelson Glueck na época tinha erroneamente identificado como Solomon 's Eziom-Geber, e no local putativo da Igreja de Zion em Monte Sião em Jerusalém, suas descobertas formando a base da tese de Bargil Pixner de uma igreja judaica-cristã pré- cruzada no local.

### Ataque de tiro
Jacob Pinkerfeld foi um dos quatro arqueólogos mortos no ataque a tiros de Ramat Rachel em 23 de setembro de 1956.

## Trabalhos publicados
- The Synagogues of Eretz YIsrael. (Hebrew) Rabbi Kook Institute (1945/1946)[4]
- The Synagogues of Italy. (Hebrew) Bialik Institute; (1954)[5][6]
- Bishvili Omanut Yehudit: Sefer Zichron (Hebrew) (1957)[7]
- The Synagogues of North Africa. (Hebrew) Bialik Institute (1974)[8]
- Jerusalem: Synagogues and the Karaite Community.[9]
- List of works by Jacob Pinkerfeld in the National Library of Israel catalog